# Liceo Antioqueño
El Liceo Antioqueño es un colegio público de enseñanza secundaria ubicado al nor-occidente de la ciudad de Medellín, Colombia; adscrito a la Universidad de Antioquia, Colombia que presta los servicios educativos de bachillerato. Una vez la institución educativa fue cerrada en 1988 por razones de orden público, este pasa a ser ocupado directamente por la Universidad de Antioquia.
En 1994 un nuevo Liceo Antioqueño es construido en las antiguas instalaciones del Hospital Mental de Antioquia, al norte de Medellín en el municipio de Bello, Antioquia, Colombia.
Actualmente el colegio cuenta con tres sedes; Sede Serramonte (la más pequeña): hasta grado noveno de bachillerato, Sede Avenidas: hasta grado quinto de primaria y Sede Principal: contiguo al Hospital Mental de Antioquia, que cuenta con bachillerato y media técnica. 
En 2025 lleva 31 años prestando el servicio a la comunidad, en esta trayectoria lleva 26 generaciones de bachilleres las cuales han llevado en alto el buen nombre de la institución y su lema. " Virtuosos y Honestos por Siempre ".
La Institución Educativa Liceo Antioqueño, Es uno de los primeros colegios de educación pública del municipio de Bello, en tener un alto nivel de rendimiento académico. También es una de las instituciones que tiene una gran infraestructura en edificación.

## Historia
El liceo antioqueño tiene su punto de inicio en 1803 con Fr.Rafael de la Serna como Director, en el edificio de san Ignacio, Medellín; donde funcionó hasta la década de 1950, cuando se tomó la decisión de construir una sede nueva para el liceo antioqueño en la localidad de Robledo.
El liceo era la dependencia más emblemática de la universidad de Antioquia. Por tal motivo el departamento de Antioquia cedió a la Universidad de Antioquia en 1948 un terreno conformado por dos lotes y una casa con solar, ubicados en el barrio robledo, el gobierno nacional construyó en aquel terreno el edificio liceo anexo a la universidad de Antioquia, obra diseñada originalmente por el ingeniero Pedro Nel Gómez.
El lunes 8 de febrero de 1960, el periódico El Colombiano anunciaba que el nuevo edificio para el bachillerato de la universidad de Antioquia estaba terminado. Una semana después, el lunes 15 de febrero de 1960, el liceo dejó la tradicional sede de la Plazuela de San Ignacio para trasladarse al nuevo edificio en la fracción de Robledo. El edificio fue inaugurado oficialmente el viernes 7 de octubre de 1960.
Pero todo no acaba aquí, el liceo antioqueño de la universidad de Antioquia entra en una situación de pelea a finales de la década de 1970, por razones de lucha contra el orden mundial y el gobierno las manifestaciones estudiantiles se tornaron violentas y debido a estos problemas fue cerrado.
El consejo superior universitario oficializó el cierre definitivo del Liceo mediante resolución 855 del 19 de octubre de 1988. El 18 de octubre de 1988, a las cinco de la tarde, el director del liceo, profesor José Ramiro Galeano Londoño, hizo entrega de la sede.
En la actualidad, las antiguas instalaciones del Liceo Antioqueño de la universidad de Antioquia están en funcionamiento. Estas forman parte de la universidad de Antioquia como la facultad de ciencias agrarias, la escuela de nutrición y dietética y el instituto de educación física.
Cinco años después del cierre del antiguo Liceo Antioqueño de la universidad de Antioquia, mediante la ordenanza  n.º 16e del 11 de junio de 1993, la asamblea departamental de Antioquia creó el Liceo Departamental de Bello, y el 22 de septiembre de 1993, el rector de la universidad de Antioquia considera apropiado para dicha institución llevar el nombre de Liceo Antioqueño  en honor al primero.
El 17 de enero de 1994 se inaugura un nuevo Liceo Antioqueño, al norte de Medellín, en el municipio de Bello, regido con el decreto 0230, decreto que regía el antiguo liceo, el cual  tenía como prioridad una educación superior para Bello.
Éste empezó sus funciones en las antiguas instalaciones del Hospital Mental de Antioquia, un lugar que se halla inmerso en un paraje semi-campestre, de vegetación y arborización profunda. Los antiguos pabellones del hospital mental fueron reformados para su uso académico, pabellones que fueron llamados bloque a, b y d; en 1996 fue construido el bloque c y una vía pavimentada para independizar el Liceo Antioqueño del hospital mental de Antioquia. Para la educación física y recreativa  de los alumnos, fue construido entre los años 2000 y 2001 un coliseo deportivo.
En el año 2002, gracias la resolución  15171 de octubre  de  2002, es autorizada la unión de la escuela mixta avenidas, como sede para el Liceo Antioqueño y así constituir una sola institución. Luego de efectuada dicha unión se concede al liceo antioqueño el reconocimiento como institución educativa, y así pasar a ser “Institución Educativa Liceo Antioqueño”  y brindar  los  programas  de preescolar, educación  básica  primaria  que  corresponde  desde el grado primero hasta el grado quinto; básica secundaria del grado sexto al grado noveno; y el nivel de educación media del grado décimo y once.
Desde el 2009, el liceo antioqueño es regido bajo el decreto 1290; en la actualidad la institución educativa cuenta con 3000 estudiantes aproximadamente, que dan testimonio del alto nivel académico, formativo y disciplinario de la institución, teniendo en cuenta que el nivel académico del Liceo Antioqueño ha sido uno de los mejores en Bello, éste ha obtenido un gran nivel en las pruebas del estado ICFES, pues ha obtenido uno de los más altos a nivel municipal y nacional.

## Infraestructura

### Deportiva
- Dos canchas de vóleibol (Coliseo y bloque A).
- Dos canchas de microfútbol (Coliseo y bloque A).
- Una cancha de baloncesto (Coliseo).
- Una recta para carreras de velocidad (Bloque A).

### Bloque D administrativo
- Secretaría.
- Rectoría.
- Almacén.
- Biblioteca.
- Coordinación Media técnica.
- Sala uno y dos de tecnología.
- Sala de computadores portátiles.
- Aula virtual.
- Dos aulas de clase.
- Baños.

### Bloque C
- Sala de música.
- Sala de piano.
- Sala de artes visuales.
- Papelería.
- Siete aulas de clase.
- Baños.

### Bloque B
- Coordinación mañana
- Sala de material deportivo.
- Cocineta.
- Tres aulas de clase.
- Cafetería N.º 1.
- Baños.
- Juegos

### Bloque A
- Coordinación tarde
- Ocho aulas de clase.
- Salón de aceleración.
- Auditorio.
- Laboratorio.
- Sala de inglés.
- Cuarto de sonido.
- Asesoría psicológica.
- Enfermería.
- Cocineta.
- Cafetería N.º 2.
- Baños.